# Hesperornithes

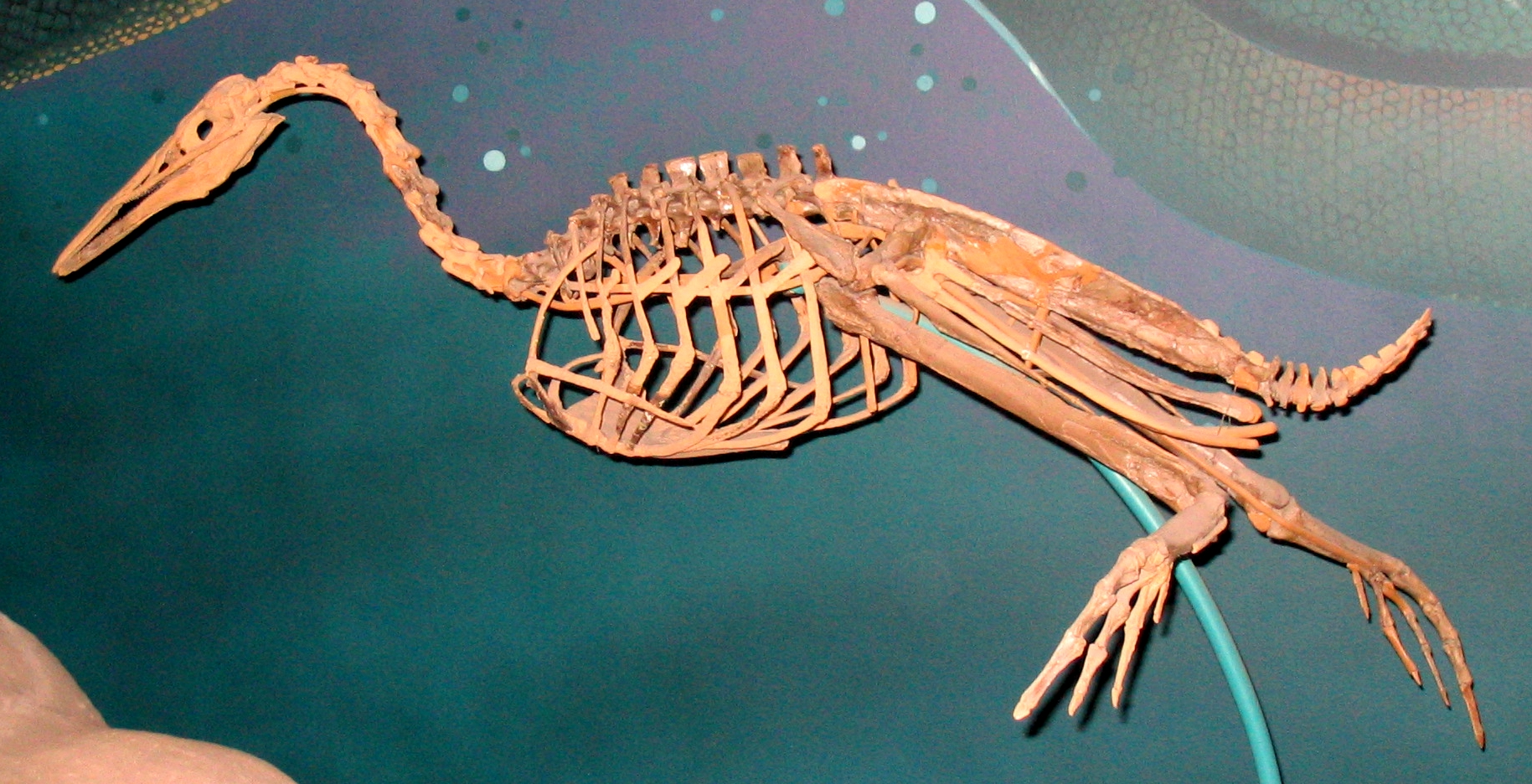
Hesperornis regalis

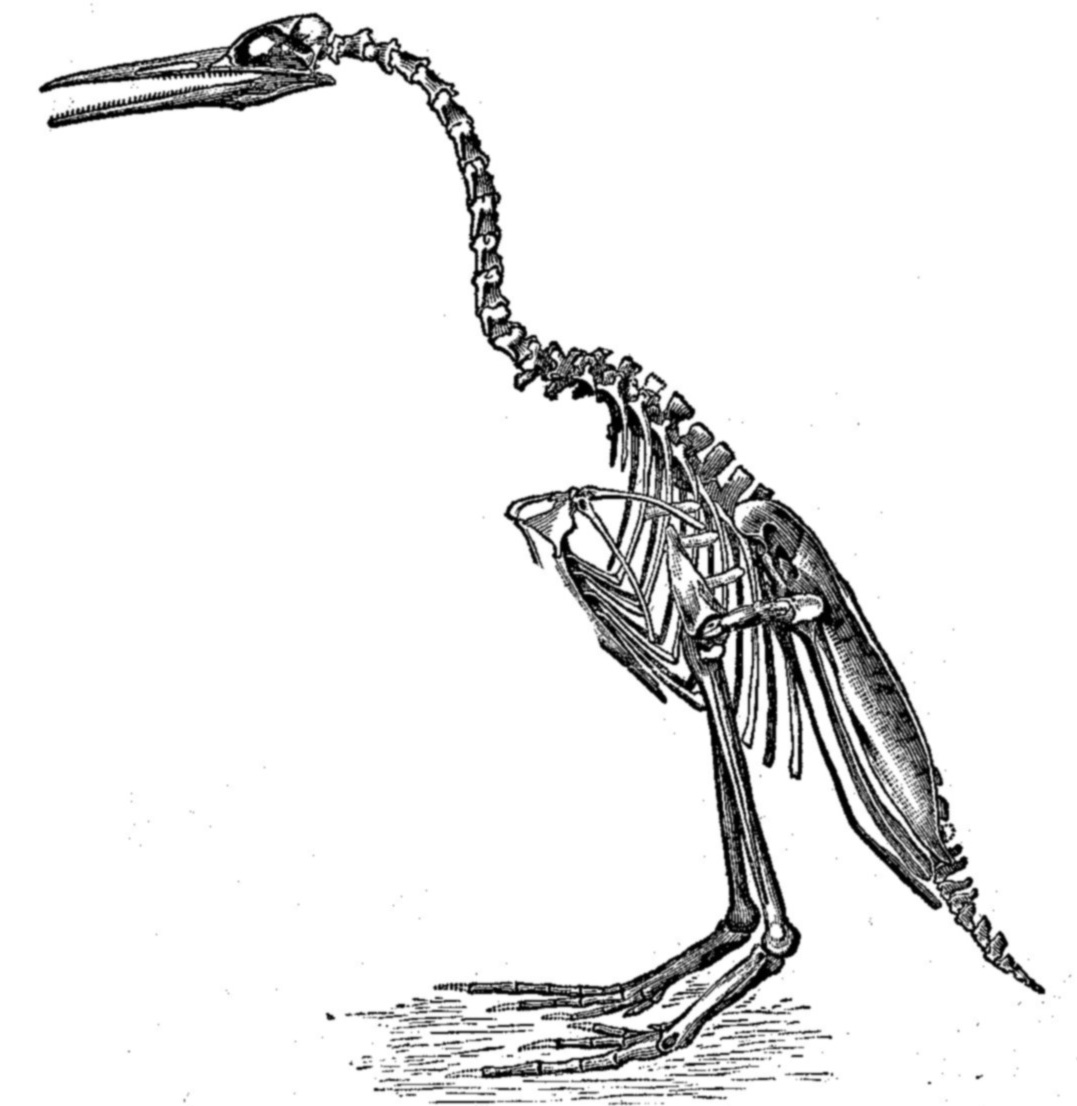
Rekonstrukcja szkieletu Hesperornis regalis wykonana przez Othniela Charles Marsha

Hesperornithes – monotypowa podgromada ptaków obejmująca rząd Hesperornithiformes. Jest to wymarły klad wysoko wyspecjalizowanych ptaków uzębionych, żyjących w późnej kredzie. Do Hesperornithes należały stosunkowo duże wodne ptaki żyjące na półkuli północnej. Prawdopodobnie zdecydowana większość ptaków należących do tego kladu była nielotna. Zwierzęta te współegzystowały z amonitami, łodzikowcami, kałamarnicami, belemnitami, filtrującymi rybami Pachycormidae, jaszczurkami z rodziny Mosasauridae oraz plezjozaurami, podczas gdy krokodylomorfy z rodziny Dyrosauridae wtórnie stały się zwierzętami półmorskimi (wcześniejsze niektóre formy krokodyli były wyłącznie morskie).

## Morfologia
Największe formy, takie jak Hesperornis, dorastały do około 180 cm długości. Najmniejsze gatunki być może były zdolne do lotu, jednak skrzydła większych ptaków, takich jak Baptornis czy Hesperornis, były już jedynie szczątkowe. Hesperornithes prawdopodobnie na lądzie poruszały się niezgrabnie i z tego powodu – poza okresem składania jaj – niechętnie opuszczały wodę. Palce stóp hesperornisa miały przypuszczalnie płatkowate rozszerzenia, podobnie jak u współczesnych perkozów, podczas gdy palce baptornisa były spięte błoną pławną, jak u nurów. Stosunkowo niewielka gęstość zmniejszała ich wyporność, co ułatwiało nurkowanie. Struktura kości Hesperornis regalis wykazywała podobieństwa do struktury kości współczesnych pingwinów oraz kredowych antarktycznych nurów.

## Klasyfikacja i filogeneza
W 1888 roku Max Fürbringer ustanowił takson Hesperornithes dla Hesperornis regalis oraz gatunków najbliżej z nim spokrewnionych. Clarke w 2004 nadała Hesperornithes definicję typu branch-based, wedle której jest to najszerszy klad obejmujący Hesperornis regalis i wszystkie Avialae bliżej spokrewnione z nim niż z Aves.
W 2005 roku Sereno zmodyfikował tę definicję i zamiast Aves użył Passer domesticus.
Najstarszym znanym przedstawicielem Hesperornithes jest jeden z gatunków Hesperornis, którego skamieniałości odkryto w osadach wczesnokoniackich, datowanych na około 89 mln lat, a najmłodsze pochodzą z późnego mastrychtu, sprzed około 66 mln lat.

### Klasyfikacja
Za: Marsh, 1880; Feduccia, 1996; Tokaryk, Cumbaa & Storer, 1997 oraz Galton & Martin, 2002, a także Clarke, 2004 oraz Sereno, 2005
- Hesperornithes I Hesperornithiformes
  - Formy bazalne oraz o niepewnym pokrewieństwie:
    - Chupkaornis
    - Enaliornis
    - Judinornis
    - Pasquiaornis
    - Potamornis
    - Brodavidae
      - Brodavis

    - Baptornithidae
      - Baptornis

    - Hesperornithidae
      - Hesperornis
      - Parahesperornis
      - Canadaga
      - Coniornis
      - Asiahesperornis?